# Antonín Hošťálek
Antonín Hošťálek (* 2. listopadu 1950, Brno) je český publicista, esejista a novinář.

## Biografie
Od roku 1973 působil jako redaktor-grafik a sportovní redaktor deníku Mladá fronta v Brně, po deseti letech přešel do brněnské redakce Svobodného slova, opět jako sportovní redaktor. V závěru roku 1989 začal publikovat zpravodajské články a komentáře týkající se vnitropolitického dění a stal se členem redakce ROKu.. V letech 1990 až 1994 působil v brněnské redakci deníku Lidová demokracie. Po jeho zániku byl redaktorem deníku Rovnost a Katolického týdeníku a vedl časopisy Bariéry a Konec konců.
Komunistickou tajnou policií StB byl v roce 1974 evidován jako "agent" s krycím jménem Redaktor.[zdroj?]
Výše uvedená informace z 24. 8. 2023 je účelová, protože Městský soud v Praze rozhodl dne 3. 5. 1996, že byl jako spolupracovník státní bezpečnosti evidován neoprávněně (spis 37C 54/95 - 28). Navíc v poznámce uvedená informace, že jde o jmennou evidenci spolupracovníků, neodpovídá skutečnosti. Ve jmenné evidenci Archivu bezpečnostních složek se nenachází, jde o knihu registračních protokolů StB.[zdroj?]

## Publikace
Je autorem drobných memoárových próz Husovická romance  a Vzpomínky na Brno , životopisného eseje Gorkij , dvou výborů z publicistiky Výprodej  a Totální výprodej . Spolu s Blankou Švábovou je editorem sborníku Novinářem v Brně  , se Zdeňkem Gábou a Blankou Švábovou almanachu A trubači troubili mambo Zambezi, s Ladislavem Vencálkem a Blankou Švábovou sborníku Zameteno. S Evou Kantůrkovou a Květou Jechovou napsal knihu o Nadaci Charty 77 . Je rovněž autorem rozhovoru se Zdeňkem Gábou Vítr se vrací  , Deníku čtenáře 2014-2015 a knihy Všehochuť r. 2017.
 V roce 2018 vydal vzpomínkový esej Černopolské kapitolky. v roce 2020 Dobrá, Edáčku a Zápisky, eseje, hra, verše, krátké prózy.

## Projekt Pečuj doma
Od roku 2006 je s Blankou Švábovou též iniciátorem projektu Pečuj doma. Ten realizoval pod Moravskoslezským kruhem a v poledních letech rozvíjel pod Diakonií ČCE..
Moravskoslezský kruh, z. s. byl založen (zakladatelé Antonín Hošťálek, Ladislav Vencálek a Blanka Švábová) na začátku roku 2003. Věnuje se především problematice kulturní, sociální a zdravotní. V letech 2004 až 2008 vydával celostátní kulturně společenský časopis Konec konců, podporovaný americkým Trustem pro občanskou společnost ve střední a východní Evropě, dnes vydává noviny Pečujeme doma  a provozuje poradenské a vzdělávací aktivity pro pečující.